# 坐馬
坐馬是中國武術，特別是南拳練習開始之技法，北拳稱為站樁，主要練習股四頭肌、腓腸肌等腿部肌肉，以達致身體平衡。於坐馬期間，配合呼吸，採用腹式呼吸法，可鍛鍊腹直肌及外斜肌等軀幹肌肉（氣沉丹田）及身體上其他隨意肌之硬氣功，亦可自然舒氣，練習軟氣功．做到心無雜念，冥站隨意之輕鬆精神狀態．

## 正身馬

### 二字拑羊馬
（二字拑羊，馬開步半）

適合徒手拳擊
 
古已有之，與四平大馬同源同宗，其次序：

1. 開始—收拳曲膝
2. 一步—一字平肩，腳跟相會，腳尖向外，成一字形。
3. 半步—二字拑羊，腳跟外輾，成入字形，腳尖劃短，腳跟劃長。

### 四平大馬
1. 半步──三輾外八，膝分離，以下盤轉移重心，成三七偏身不丁不八馬。
2. 原步──四平三正，只符合長兵器，不利身體移動。主要操練腿部肌肉。

.....

### 「馬」與「羊」
- 一大一小
- 騎馬闊步與拑羊窄步
- 坐馬四平開膝，拑羊三正合膝
- 四平開兩步至兩步半，拑羊馬開步半

故此騎馬勢（二字拑羊）稱拑羊馬而不是拑「陽」馬。

### 側身二字拑羊馬

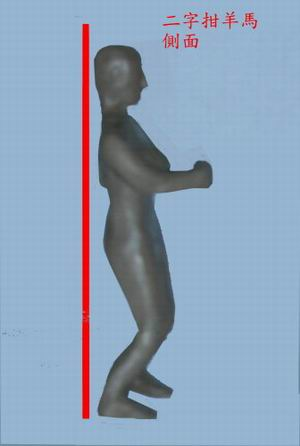

## 側身馬
心平之意合神清则桩正

### 側閃馬
- 馬步比較窄，身體重心偏集一腿。

### 不丁不八馬
- 馬步比較窄，身體重心偏集後腿。後腿未有拑膝。

### 拐馬
- 兩腿交叉重疊坐馬之勢，以便下一動作轉移身體方向。